# Tom Wentzel
Tom Olof Georg Wentzel, född 9 september 1947 i Helsingfors, är en finländsk skådespelare. 

## Karriär
Wentzel fick sin utbildning vid Svenska teaterskolan 1966–1969 och var 1969–1970 engagerad vid den nygrundade KOM-scenen på Svenska Teatern. Han spelade därefter i några år omväxlande på den finska KOM-teatern och på Lilla Teatern. Han gjorde sitt verkliga genombrott på Svenska Teatern, dit han kom 1975, som den känsligt veke sonen Richard i Eugene O'Neills Sköna ungdomstid. I Molières Don Juan gav han en briljant tolkning av den cyniska titelrollen. En annan inträngande roll var den äldre sonen i O'Neills Lång dags färd mot natt. 
År 1981 flyttade Wentzel på nytt över till Lilla Teatern, där bland hans främsta roller märks den alkoholiserade Brick i Tennessee Williams Katt på hett plåttak, baserad på en djupgående analys. Han var övertygande som utrikesministersonen Esko i Hagar Olssons tragedi Snöbollskriget, som kung Claudius i Lilla Teaterns berömda Hamlet (1993), som kommerserådssvärson i Joakim Groths tragikomedi Främlingarna och som Bernard i Marc Camolettis fars Pyjamas för sex (1995). Tillsammans med Asko Sarkola gjorde han långköraren Finns det tigrar i Kongo till Johan Bargums och Bengt Ahlfors text.
Wentzel är en karaktärsskådespelare med skärpa, äkta känsla och smittande humor. I Rundradions stora Kalevala-produktion Rauta-aika (Järntid) som visades i tv 1981–1982, gestaltade han en kraftfull Lemminkäinen. Wentzel har uppträtt i ett trettiotal film- och tv-roller, både på svenska och finska, bland annat i Diktaren och musan (1978), Vägsjälar (1998), Presidentin mies (1998), Hovimäki (1999–2000), Kotikatu och Framom främsta linjen (2004).
Wentzel blev chef för Rovaniemi stadsteater 2002, men lämnade denna post efter några år och har sedan dess verkat som frilans, bland annat på Helsingfors stadsteater.